# Aeroportul Park Township
Aeroportul Park Township (IATA: HLM, ICAO: KHLM, FAA LID: HLM) este un aeroport din Michigan, Statele Unite ale Americii. Aeroportul a fost tranzitat în 2017 de 6 pasageri.
Situat la o altitudine de 184 m, aeroportul dispune de 2 piste.

## Infrastructură

### Piste
Aeroportul dispune de 2 piste. Pista 5/23 are suprafața de asfalt și dimensiunile 2.999 picioare × 50 picioare. Pista 12/30 are suprafața de Iarbă și dimensiunile 2.245 picioare × 90 picioare. 